# Stephen Bayly
Stephen Bayly est un réalisateur et producteur britannique né le 7 juillet 1942 à Baltimore aux États-Unis. Son film Coming Up Roses fut projeté dans la section Un certain regard au Festival de Cannes de 1986

## Filmographie

### comme réalisateur
- 1984 : Aderyn Papur... and Pigs Might Fly (TV)
- 1986 : Coming Up Roses
- 1988 : Just Ask for Diamond

### comme producteur
- 1969 : Loving Memory
- 1991 : The Diamond Brothers (TV)
- 1995 : Richard III
- 1997 : Mrs. Dalloway de Marleen Gorris

## Récompenses et nominations

### Nominations
- Festival de Cannes
  - Coming Up Roses (1986): Projeté dans la section Un certain regard